# Korostów
Korostów (ukr. Ко́ростів) – wieś na Ukrainie, w rejonie stryjskim (do 2020 roku w rejonie skolskim) obwodu lwowskiego. Wieś liczy około 900 mieszkańców.
W II Rzeczypospolitej do 1934 samodzielna gmina jednostkowa, następnie należała do zbiorowej wiejskiej gminy Koziowa. Początkowo w powiecie skolskim, a od 1932 w powiecie stryjskim w woj. stanisławowskiem. Po wojnie wieś weszła w struktury administracyjne Związku Radzieckiego.
W czasie okupacji niemieckiej mieszkająca w Korostowie ukraińska rodzina Swistunów ukrywała sześcioro Żydów z rodziny Wilfów. W 1974 roku Instytut Jad Waszem pośmiertnie uhonorował Mychajła Swistuna (zabitego przez ukraińskich nacjonalistów), a także wdowę po nim i jego syna, tytułami Sprawiedliwych wśród Narodów Świata. 